# Округ Брул (Јужна Дакота)
Брул (енгл. Brule County) је округ у америчкој савезној држави Јужна Дакота.

## Демографија
По попису из 2010. године број становника је 5.255, што је 109 (-2,0%) становника мање него 2000. године.
| Група             | 2000.         | 2010.         |
| Белци             | 4.807 (89,6%) | 4.615 (87,8%) |
| Афроамериканци    | 14 (0,3%)     | 12 (0,2%)     |
| Азијати           | 26 (0,5%)     | 9 (0,2%)      |
| Хиспаноамериканци | 26 (0,5%)     | 75 (1,4%)     |
| Укупно            | 5.364         | 5.255         |